# Twierdza Osowiec

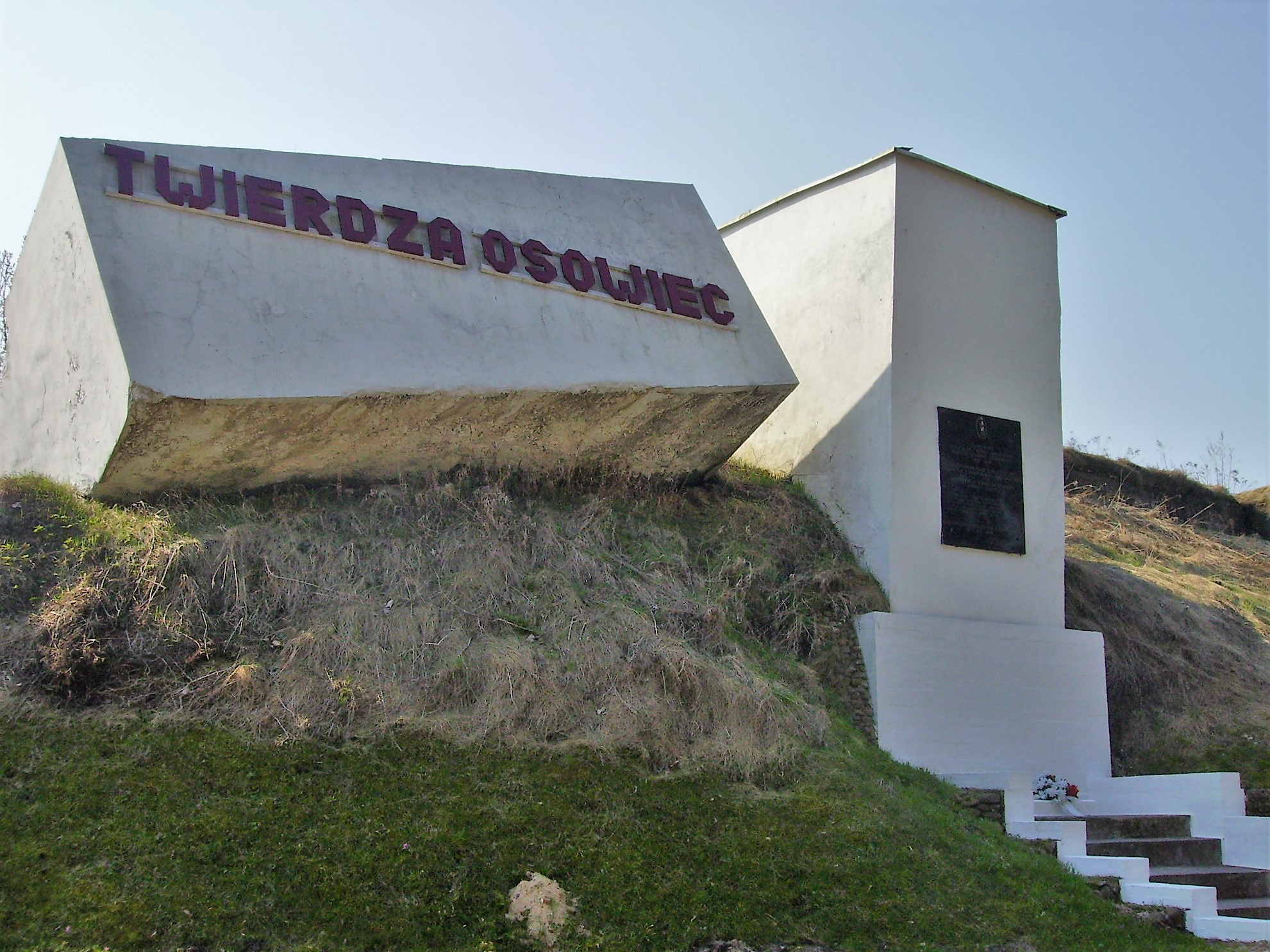
Fort I (Centralny). Monument

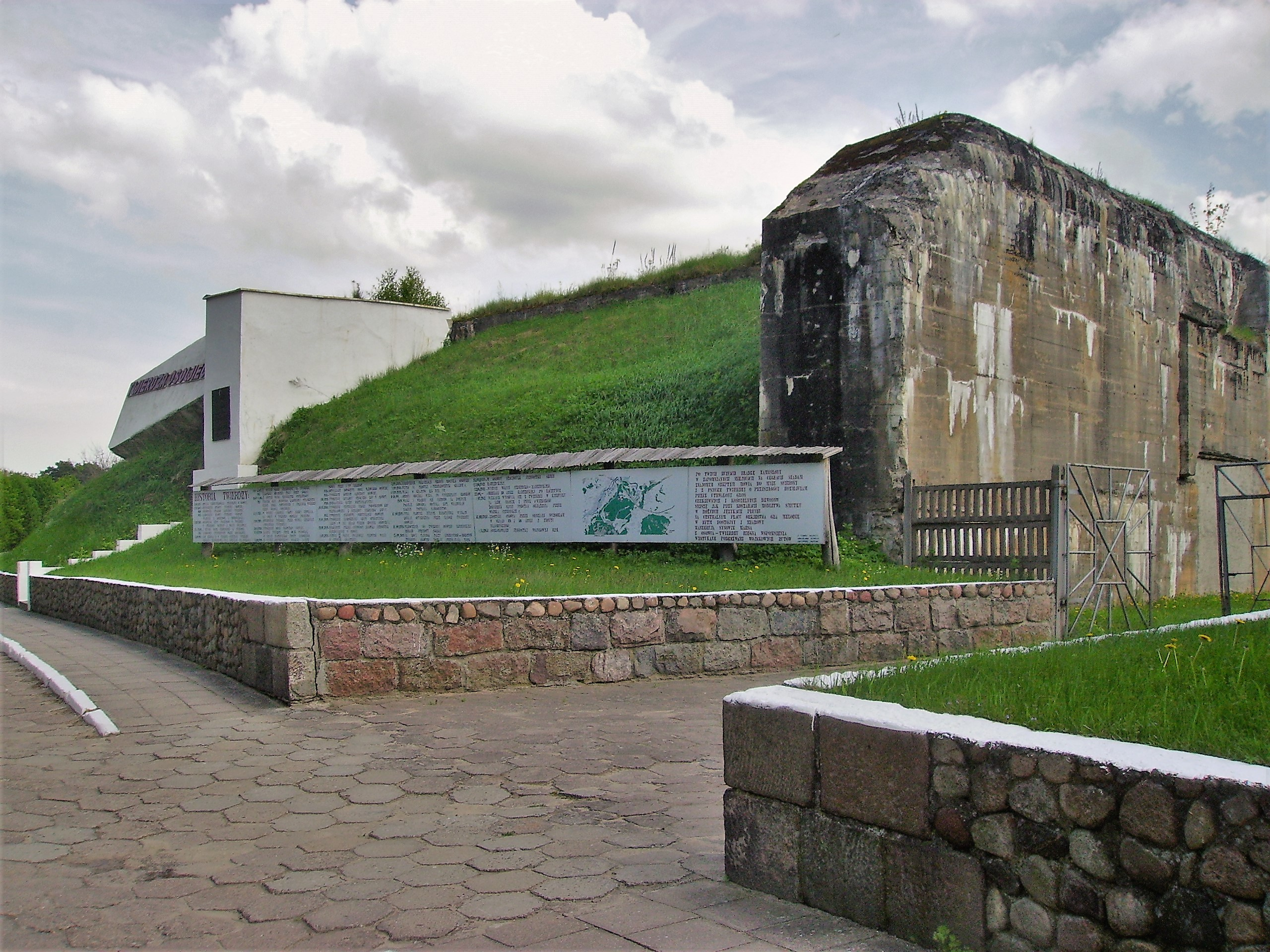
Fort I (Centralny) Twierdzy Osowiec

Twierdza Osowiec (ros. Крепость Осовец) – twierdza z drugiej połowy XIX wieku, położona na terenie osady Osowiec-Twierdza należącej do gminy Goniądz w powiecie monieckim w Polsce, znana z 6,5-miesięcznej obrony podczas I wojny światowej. Reprezentuje rosyjską szkołę fortyfikacyjną z rozwiniętym w pełni systemem poligonalnym. Na początku XX wieku zaliczana do najnowocześniejszych twierdz świata. Nigdy nie została zdobyta.

## Historia powstania twierdzy

### Geneza
Klęska Rosji w wojnie krymskiej pokazała, że armia rosyjska jest przestarzała i ustępuje siłom zbrojnym innych państw europejskich. Ocena położenia strategicznego Rosji w przyszłej wojnie według studium „Uwagi o obronie Rosji” gen. Mikołaja Obruczewa, m.in. wskazywała, że w celu utrzymania terenów między rzekami Niemen–Biebrza–Narew–Bug–Wisła należy zbudować system umocnień zabezpieczających północno-zachodnią granicę Imperium Rosyjskiego. Utrzymanie tych terenów (efektywna obrona – nękanie przeciwnika) pozwalałoby przeprowadzanie swobodnych uderzeń na kierunkach Berlin, Wiedeń i Budapeszt. W planach strategicznych dowództwa rosyjskiego Twierdza Osowiec stanowiła główny węzeł oporu na linii przewidywanego uderzenia armii niemieckiej z kierunku Prus Wschodnich. Rola operacyjna tej twierdzy oraz specyfika położenia i jej struktura (budowla i rejon umocnień) przeznaczona była do prowadzenia długotrwałej wojny obronnej, a także do przeprowadzenia ewentualnego kontruderzenia na kierunku Prus Wschodnich. 
29 maja 1873 roku car Aleksander II Romanow wydał rozkaz rozpoczęcia prac przygotowawczych do budowy twierdzy w miejscowości Osowiec, która jednocześnie miała bronić linii kolejowej Białystok – Królewiec. Główny Zarząd Inżynieryjny (podległy Ministerstwu Wojny) powierzył opracowanie projektu fortyfikacji inż. woj. płk L. Hildebrandtowi. Koncepcja przewidywała w pierwszym etapie budowę twierdzy pierścieniowej o średnicy 6–8 km składającej się z 9 fortów: 4 położonych po prawej stronie rzeki Biebrzy, tzw. zarzecznych („Sośnia”, „Kapice”, fort Zarzeczny - zbudowany później jako nr 2  oraz fort „Wólka”) oraz 5 fortów położonych po lewej stronie rzeki. Koszt budowy umocnień oszacowano na około 10 mln rubli w złocie. Ogrom kosztów oraz wybuch wojny z Turcją spowodował wstrzymanie decyzji w sprawie budowy fortyfikacji. Po zakończeniu wojny imperator Rosji Aleksander II Romanow nakazał 21 lipca 1879 roku ministrowi wojny gen. adiutantowi D. Milutinowi niezwłocznie umocnić zachodnią granicę z Prusami Wschodnimi. Ukazem carskim pod koniec lat 70. XIX wieku została wykupiona część gruntów wsi Osowiec wielkości ponad 1000 ha położonych na lewym brzegu rzeki Biebrzy, a mieszkańcy wsi zostali przesiedleni na nowe tereny.

#### Charakterystyka
Twierdza Osowiec była to typowa twierdza zaporowa. Usytuowana w zwężeniu bagien biebrzańskich tworzyła jakby trójkąt forteczny razem z twierdzami w Grodnie i Kownie. Wspomniane trzy twierdze miały bronić skrzydeł wysuniętego obszaru Królestwa Polskiego przed odcięciem.
Twierdza zbudowana została w latach 1882–1887 (pierwsze prace projektowe prowadzone były już od 1873) i modernizowana do 1892 r. Głównym projektantem twierdzy był gen. Eduard Iwanowicz Totleben. Ponownie zmodernizowana została po wojnie rosyjsko-japońskiej 1904–1905. Na początku I wojny światowej uzupełniona została elementami fortyfikacji polowej.
Przed II wojną światową, już pod zarządem wojska polskiego, została wzmocniona fortyfikacjami stałymi.
Twierdza jako jedna z nielicznych nigdy nie została zdobyta, a jej obrona w 1915 roku przeszła do historii jako „Atak umarłych”, stąd porównana została z działaniami wojennymi w 1916 r. pod Verdun we Francji.

### Budowa
W skład twierdzy wchodziły 4 forty: Centralny – fort nr 1, Zarzeczny – fort nr 2, Szwedzki – fort nr 3 i Nowy – fort nr 4. Pierwsze trzy forty projektował inż. woj. ppłk. Rościsław Krassowski, natomiast fort IV inż. woj. kpt. szt. Nestor Bujnicki, ten sam, który projektował Twierdzę Modlin. Fort IV był pierwszym i jedynym fortem w Imperium Rosyjskim, którego obiekty w całości wylewano jako betonowe monolity.
Główną pozycję obronną stanowił fort Centralny, będący cytadelą twierdzy. Przedmoście na prawym brzegu rzeki Biebrzy tworzyła tzw. pozycja za rzeką z fortem nr 2, nazywanym Zarzecznym, oraz pozycje wysunięte „Sośnieńska” i „Las Białoszewski”. Twierdza Osowiec stanowiła prototyp współczesnego rejonu umocnionego oraz przykład skutecznego połączenia elementów fortyfikacji stałej i polowej. Fort I był obiektem o niespotykanej wielkości (2,6 km w obwodzie). Na jego terenie oprócz budowli bojowych znalazły się dwupiętrowe ceglane koszary dla wojska, lazaret, baraki magazynowe, ceglane i drewniane domy dla kadry oficerskiej oraz cerkiew.

## Udział twierdzy w walkach

### I wojna światowa

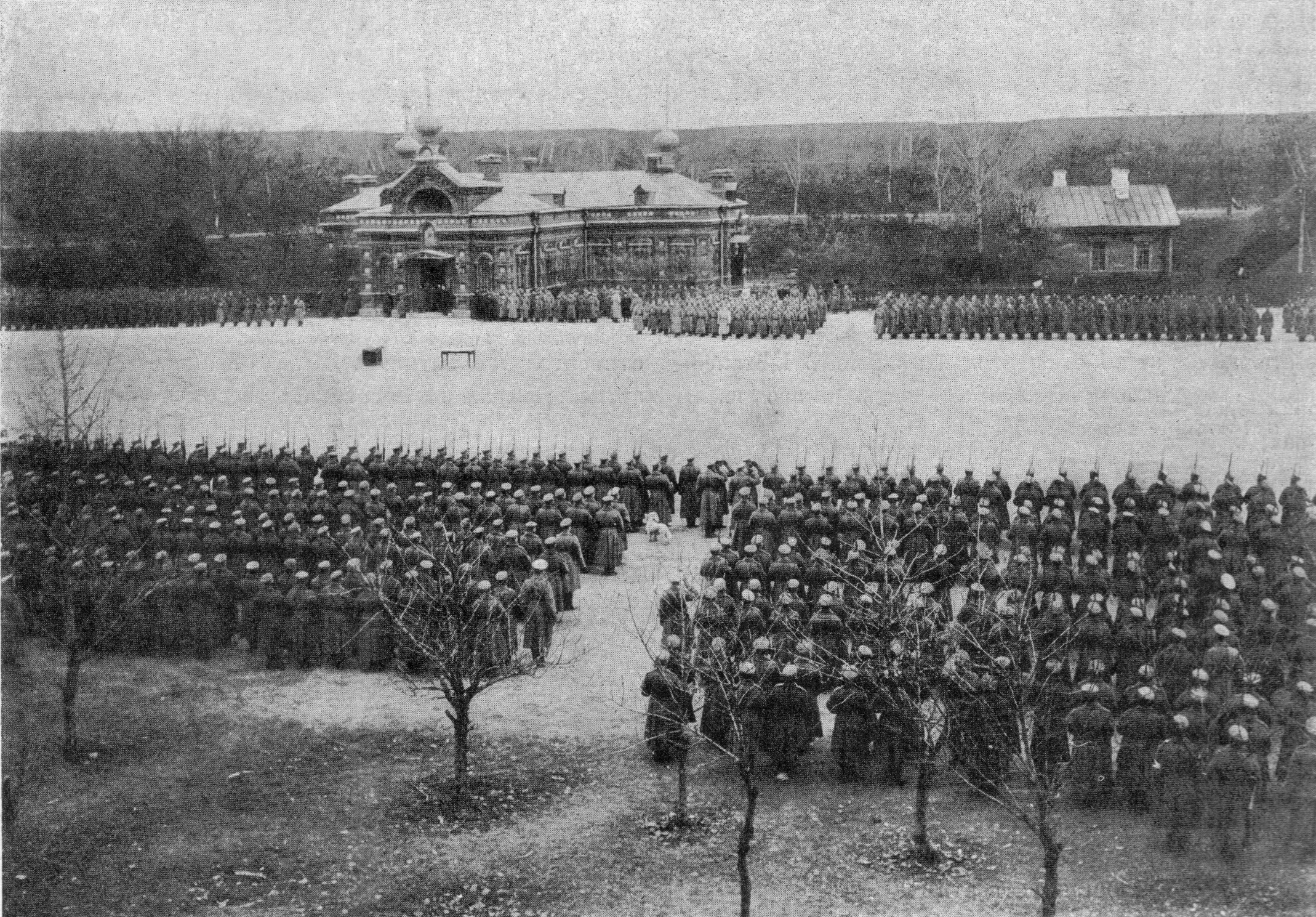
Plac Fortu I (Centralnego). Cerkiew garnizonowa. Dekoracja krzyżem św. Jerzego żołnierzy armii carskiej (61 Włodzimierskiego Pułku Piechoty). 24 stycznia 1915 r.

W I wojnie światowej garnizon twierdzy prowadził walki obronne od 20 września 1914 roku, odpierając szturm jednej niemieckiej dywizji piechoty wspartej 8 bateriami oblężniczymi (60 dział kalibru 150 mm i 210 mm). W późniejszym okresie (30 stycznia – 8 sierpnia 1915) twierdzę bezskutecznie oblegał niemiecki korpus w składzie 40 batalionów piechoty, wsparty ogniem 17 baterii oblężniczych (68 dział, w tym 4 moździerze 420 mm, 16 kalibru 350 mm, 16 dział kalibru 210 mm, 20 dział kalibru 150 mm i 12 dział kalibru 107 mm). Jednak przez kilka miesięcy wojska niemieckie nie uzyskały powodzenia ostrzałem artyleryjskim i szturmami piechoty, pomimo że w twierdzy nieukończono prac modernizacyjnych. Ostatecznie do zdobycia twierdzy Niemcy zdecydowali się na użycie gazów bojowych (30 baterii miotaczy gazu). Rankiem 6 sierpnia 1915 roku pod Osowcem armia pruska użyła gazów bojowych – gazowych związków chloru i bromu. Chmura gazu po pokonaniu 10 km osiągnęła szerokość 8 km i wysokość 10–15 m. Wojska rosyjskie w tym czasie nie miały na wyposażeniu masek przeciwgazowych, w wyniku użycia gazów Rosjanie ponieśli olbrzymie straty. Komendantem twierdzy był generał major Imperium Rosyjskiego pochodzenia polskiego Mikolaj Brżozowski.
Podczas I wojny światowej w randze podporucznika w Twierdzy Osowiec służył Władysław Strzemiński.

### Atak umarłych
Po bombardowaniu armia pruska licząca ponad 7 tysięcy ludzi poprowadziła natarcie na twierdzę, nie spodziewając jakiegokolwiek oporu. Gdy dotarli do pozycji Rosjan, ci przeprowadzili kontruderzenie pozostałymi przy życiu żołnierzami, których liczba szacowana jest na 60-100 (ponad 800 zginęło wskutek bombardowania). Niemcy wpadli w panikę z powodu pojawienia się Rosjan, którzy kaszleli krwią i kawałkami własnych płuc, gdy kwas solny utworzony przez mieszankę gazowego chloru i wilgoci w ich płucach zaczął rozpuszczać ich ciała. Niemcy wycofali się, biegnąc tak szybko, że wpadli we własne pułapki z drutu kolczastego. Pięć pozostałych rosyjskich dział otworzyło następnie ogień do uciekających Niemców. Kontratak ocalałych Rosjan poprowadził podporucznik Władimir Kotliński.

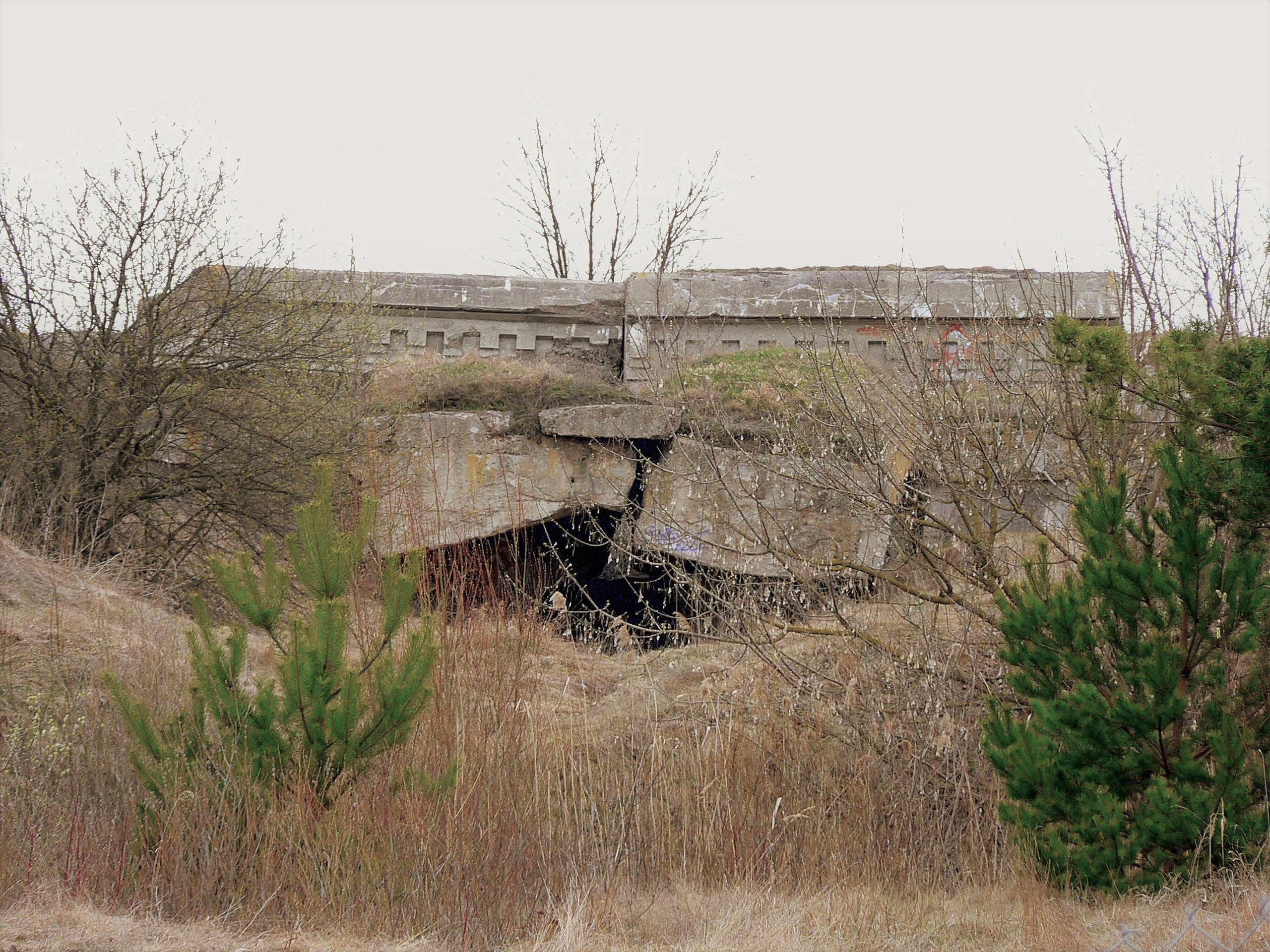
Fort II (Zarzeczny)

Twierdza została ewakuowana dopiero na rozkaz dowództwa rosyjskiego 23 sierpnia 1915 roku w związku z ogólną sytuacją na froncie. Przed ewakuacją wojska rosyjskie zdołały zniszczyć część budowli (prawie w całości fort II Zarzeczny).
Po odzyskaniu przez Polskę niepodległości i opuszczeniu ziem polskich przez Niemców 23 lutego 1919 roku twierdzę przejęła armia polska.

### Okres międzywojenny
W 1920 roku podczas wojny polsko-bolszewickiej zajmująca twierdzę brygada pod dowództwem płk. Andrzej Kopy opuściła twierdzę bez walki, co spowodowało upadek Białegostoku.
W okresie międzywojennym na terenie twierdzy stacjonował 42 pułk piechoty oraz funkcjonowała Centralna Szkoła Podoficerska Korpusu Ochrony Pogranicza (CSP KOP).
Dowódcami twierdzy byli: płk Jerzy Altvater (13 grudnia 1918 – 28 maja 1919) i gen. ppor. Stanisław Rudnicki (od 14 października 1920).
Przed wybuchem II wojny światowej twierdza wzmocniona została fortyfikacjami stałymi przez Wojsko Polskie.

### II wojna światowa
W 1939 roku w czasie agresji III Rzeszy na Polskę twierdza Osowiec odegrała tylko bierną rolę, Niemcy pamiętali bowiem skuteczną obronę twierdzy przez armię carską w poprzedniej wojnie.
Wkraczające z Prus wojska niemieckie nie atakowały twierdzy Osowiec, lecz obeszły ją, przełamując polską obronę w rejonie Wizny. 13 września 1939 roku wojska niemieckie na krótko przejęły twierdzę, 26 września 1939 roku przekazały ją Armii Czerwonej, zgodnie z postanowieniami paktu Ribbentrop-Mołotow.
Po ataku III Rzeszy na ZSRR który miał miejsce 22 czerwca 1941 roku wojska niemieckie zajęły Twierdzę Osowiec już 27 czerwca 1941 roku i pozostała ona w ich rękach ponad trzy lata. W tym czasie przygotowali ją do obrony przed spodziewanym atakiem Armii Czerwonej, która w rejon Osowca dotarła latem 1944 roku. Do pierwszych walk niemiecko-radzieckich doszło na podejściach Twierdzy, gdzie piechota radziecka ze względu na bagnisty teren zmuszona była atakować bez wsparcia czołgów. Po dotarciu do Twierdzy grupy szturmowe po nocnych walkach wdarły się do jej wnętrza, łamiąc opór Niemców. Twierdzę Osowiec zdobyły w godzinach rannych 14 sierpnia 1944 roku wojska 49 Armii dowodzone przez gen.Iwana Griszyna. Stabilizacja linii frontu na rzece Biebrzy spowodowała, że w rękach niemieckich pozostał tylko fort II (Zarzeczny), położony na prawym brzegu rzeki. 
Wspomniany, ostatni fort Twierdzy Osowiec oddziały niemieckie opuściły w styczniu 1945 roku z powodu ofensywy Armii Czerwonej.

### Okres po II wojnie światowej
Od 1953 roku w twierdzy Osowiec ponownie rozlokowano jednostkę wojskową – Składnicę Wojsk Lotniczych przeniesioną z Torunia (Centralna Składnica Amunicji Wojsk Lotniczych). Na przełomie XX–XXI w rozlokowano Składnicę Amunicji 11 Rejonowej Bazy Materiałowej (RBM). Obecnie na terenie twierdzy Osowiec znajduje się Składnica Materiałowa należąca do 2 Regionalnej Bazy Logistycznej.

## Stan zachowania i zwiedzanie
Obecnie spośród czterech fortów Twierdzy Osowiec tylko dwa są w stanie „używalności” (Fort I i Fort III). Fort II (Zarzeczny), zniszczony podczas działań wojennych, jest pod nadzorem starostwa powiatowego w Mońkach i wejście na teren fortu jest niebezpieczne. Fort IV (Nowy) jest również zniszczony, znajduje się na terenie Biebrzańskiego Parku Narodowego i przez jego teren została wytyczona turystyczna trasa historyczno-przyrodnicza. Fort I (Centralny) i Fort III (Szwedzki) są własnością wojska; Fort III jest niedostępny, jednak Fort I (Centralny) dzięki działaniom Osowieckiego Towarzystwa Fortyfikacyjnego (OTF) w chwili obecnej jest częściowo udostępniony dla turystów i ma wytyczone trasy do zwiedzania. Na terenie Fortu Centralnego znajduje się Muzeum Twierdzy Osowiec, którym opiekuje się Osowieckie Towarzystwo Fortyfikacyjne.
Twierdza Osowiec jest jednym z największych zimowych skupisk nietoperzy w kraju.

## Zobacz też

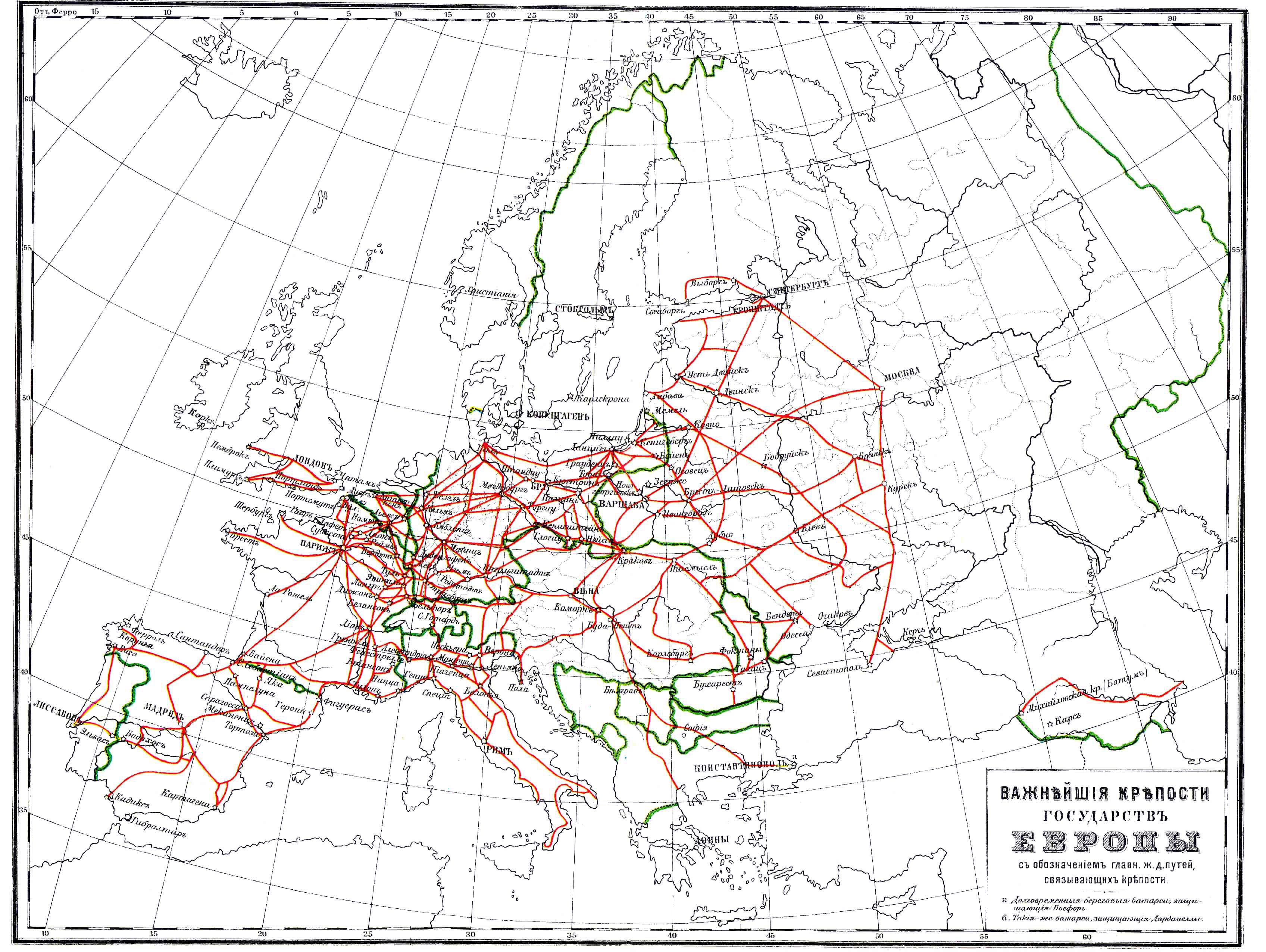
Ważniejsze twierdze Europy, ok. 1900